# Wrześcienko
Wrześcienko (dawniej Wrzeście Szlacheckie, kaszb. Szlachecczé Wrzesce, niem. Adlig Freest) – osada w Polsce, położona w województwie pomorskim, w powiecie lęborskim, w gminie Wicko, przy trasie linii kolejowej Lębork – Łeba.
W latach 1975–1998 osada należała administracyjnie do województwa słupskiego.

## Nazwa
9 grudnia 1947 r. ustalono urzędową polską nazwę miejscowości – Wrześcienko, określając drugi przypadek jako Wrześcienka, a przymiotnik – wrześcienecki.